# Football Club Yerazank Yerevan
Il Football Club Yerazank (in armeno Երազանք Ֆուտբոլային Ակումբ?, Yerazank Futbolayin Akumb), è una società calcistica dell'ex repubblica dell'Artsakh.
Originariamente aveva sede a Step'anakert, nell'attuale repubblica del Nagorno Karabakh (Artsakh), ma poi dovette trasferirsi, a causa della prima guerra del Nagorno Karabakh, nella capitale dell'Armenia Erevan. Nel 2018 ha fatto ritorno alla sede originaria iscrivendosi al campionato locale.

## Storia
Il club è stato fondato al tempo dell'Unione Sovietica, con sede a Step'anakert, partecipando solo ai campionati regionali armeni. Nel 1992, a causa della guerra, il club non partecipò a nessun campionato, e l'anno successivo si trasferì a Erevan.
Partecipò quindi al Bardsragujn chumb, la serie A armena, fino al 1995, anno in cui si dissolse. Nelle tre stagioni giocate, ottenne come massimo un ottavo posto, nel Bardsragujn chumb 1993, e raggiunse i quarti di finale nella Coppa dell'Indipendenza 1993-1994.
Il club tentò quindi un ritorno nel 2003, partecipando a un campionato di Aradżin Chumb, la serie B, ma poi non riuscì a trovare i capitali necessari per restare un club professionista. Per una quindicina di anni la società è quindi sopravvissuta solo come squadra amatoriale.
Nel 2018 si è iscritta alla prima edizione della Artsakhi Futbolayin Liga, il campionato di calcio della repubblica di Artsakh, e ha riportato la sede sociale nella capitale Stepanakert. Dal nome sociale è di conseguenza scomparso il riferimento alla capitale dell'Armenia Erevan.

## Palmarès

### Altri piazzamenti
- Campionato d'Artsakh:

Secondo posto: 2019
Terzo posto: 2018